# Hoàng Su Phì (huyện)
Hoàng Su Phì là một huyện miền núi biên giới thuộc tỉnh Hà Giang, Việt Nam.

## Địa lý
Huyện Hoàng Su Phì nằm ở phía tây tỉnh Hà Giang, nằm trên thượng nguồn sông Chảy và sông Bạc, cách thành phố Hà Giang 100 km về phía tây, có vị trí địa lý:
- Phía đông giáp huyện Vị Xuyên và huyện Bắc Quang
- Phía tây giáp huyện Xín Mần
- Phía nam giáp huyện Quang Bình
- Phía bắc giáp Trung Quốc với đường biên giới 41,421 km.

Huyện Hoàng Su Phì có diện tích 632,38 km², dân số năm 2019 là 66.683 người, mật độ dân số đạt 105 người/km².

## Lịch sử
Xa xưa, vùng đất huyện Hoàng Su Phì là một bộ phận của huyện Bình Nguyên, tỉnh Tuyên Quang.
Đến cuối đời Lê, huyện Bình Nguyên được đổi là châu Vị Xuyên thuộc phủ Tương Yên, tỉnh Tuyên Quang.
Năm 1831, châu Vị Xuyên tách thành huyện Vị Xuyên (thuộc phủ Tương An) và huyện Vĩnh Tuy (nay là huyện Hoàng Su Phì).
Đến năm 1833, triều đình Nhà Nguyễn cắt phần đất nằm ở hữu ngạn Sông Lô, thành lập huyện mới lấy tên là Vĩnh Tuy (sau đổi là Bắc Quang). Phần đất còn lại gọi là huyện Vị Xuyên với 5 tổng, 31 xã, thôn trong đó có tổng Hoàng Su Phì.
Ngày 20 tháng 8 năm 1891, tỉnh Hà Giang được thành lập trên cơ sở phủ Tương yên và huyện Vĩnh Tuy, thuộc đạo quan binh thứ ba. Từ đó huyện Vị Xuyên thuộc tỉnh mới Hà Giang. Về sau huyện này lại chia thành hai huyện Vị Xuyên và Hoàng Su Phì.
Dưới thời Pháp thuộc, Hoàng Su Phì (Hoàng Thụ Bì) gồm các tổng xã:
- Tổng Tụ Nhân: Gồm các xã Bản Luốc, Ho Tao, Trung Thịnh và Tụ Nhân
- Tổng Xín Mần (Thanh Môn): Gồm các xã Hữu Yên và Man Máy.

Ngày 30 tháng 4 năm 1962, dưới chính thể mới của nước Việt Nam dân chủ cộng hoà, một số xã của Hoàng Su Phì được chia thành nhiều xã nhỏ, trong đó:
- Chia xã Tụ Nhân thành 5 xã: Bản Phùng, Bản Máy, Bản Pắng, Nàn Sỉn và Thàng Tín
- Chia xã Chí Cà thành 2 xã: Chí Cà và Pà Vầy Sủ.

Ngày 13 tháng 12 năm 1962, Bộ Nội vụ ban hành Quyết định số 328-NV về việc đổi tên xã Thèn Chu Thùng thành xã Thèn Chu Phìn.
Ngày 15 tháng 12 năm 1962, Hội đồng Chính phủ ban hành Quyết định 211/1962/QĐ-CP về việc:
- Chia các xã Trung Thịnh thành 6 xã: Trung Thịnh, Ngán Chiên, Thu Tà, Việt Thái, Nàng Đôn và Pờ Ly Ngài
- Chia xã Chế Là thành 4 xã: Cốc Rế, Tả Nhìu, Chế Là và Nấm Dẩn
- Chia xã Cốc Pài thành 3 xã: Cốc Pài (nay là thị trấn Cốc Pài), Nàn Ma và Bản Ngò.

Ngày 1 tháng 4 năm 1965, Chính phủ ban hành Quyết định số 49-CP về việc chia tách huyện Hoàng Su Phì thành 2 huyện: Hoàng Su Phì và Xín Mần. Trong đó huyện Hoàng Su Phì gồm 21 xã.
Sau năm 1975, huyện Hoàng Su Phì thuộc tỉnh Hà Tuyên, gồm 21 xã: Bản Luốc, Bản Nhùng, Bản Péo, Chiến Phố, Đản Ván, Hồ Thầu, Nậm Dịch, Nam Sơn, Nàng Đôn, Ngàm Đăng Vài, Pố Lồ, Pờ Ly Ngài, Sán Xả Hồ, Tả Sử Chóng, Tân Tiến, Thàng Tín, Thèn Chu Phìn, Trung Thịnh, Tụ Nhân, Tùng Sán và Vinh Quang.
Ngày 14 tháng 5 năm 1981, Hội đồng Chính phủ ban hành Quyết định 185/1981/QĐ-CP về việc:
- Sáp nhập một phần xã Thàng Tín và xã Thèn Chu Phìn vào xã Pố Lồ
- Sáp nhập một phần xã Pố Lồ vào xã Vinh Quang.

Ngày 18 tháng 11 năm 1983, Hội đồng Bộ trưởng ban hành Quyết định 136-HĐBT về việc:
- Điều chỉnh xã Bản Máy của huyện Xín Mần vào huyện Hoàng Su Phì
- Điều chỉnh 2 xã: Trung Thịnh và Nàng Đôn vào huyện Xín Mần
- Điều chỉnh 3 xã: Thông Nguyên, Tiên Nguyên và Xuân Minh của huyện Bắc Quang về huyện Hoàng Su Phì quản lý.

Huyện Hoàng Su Phì có 23 xã: Bản Luốc, Bản Máy, Bản Nhùng, Bản Péo, Chiến Phố, Đản Ván, Hồ Thầu, Nậm Dịch, Nam Sơn, Ngàm Đăng Vài, Pố Lồ, Pờ Ly Ngài, Sán Xả Hồ, Tả Sử Chóong, Tân Tiến, Thàng Tín, Thèn Chu Phìn, Thông Nguyên, Tiên Nguyên, Tụ Nhân, Tùng Sán, Vinh Quang và Xuân Minh.
Năm 1986, Hội đồng Bộ trưởng ban hành Quyết định số 14-HĐBT về việc thành lập xã Nậm Khòa tách từ xã Thông Nguyên.
Tháng 7 năm 1991, thành lập xã Nậm Ty tách từ xã Thông Nguyên, sáp nhập xã Bản Phùng của huyện Xín Mần vào Hoàng Su Phì.
Ngày 1 tháng 10 năm 1991, tỉnh Hà Giang được tái lập, Hoàng Su Phì trở thành huyện của tỉnh Hà Giang.
Ngày 29 tháng 8 năm 1994, huyện tiếp nhận lại xã Nàng Đôn từ huyện Xín Mần.
Ngày 20 tháng 8 năm 1999, Chính phủ ban hành Nghị định 74/1999/NĐ-CP về việc thành lập thành thị trấn Vinh Quang, thị trấn huyện lỵ huyện Hoàng Su Phì trên cơ sở xã Vinh Quang.
Cuối năm 2002, huyện Hoàng Su Phì có thị trấn Vinh Quang và 26 xã: Bản Luốc, Bản Máy, Bản Nhùng, Bản Péo, Bản Phùng, Chiến Phố, Đản Ván, Hồ Thầu, Nậm Dịch, Nậm Khòa, Nam Sơn, Nậm Ty, Nàng Đôn, Ngàm Đăng Vài, Pố Lồ, Pờ Ly Ngài, Sán Xả Hồ, Tả Sử Chóng, Tân Tiến, Thàng Tín, Thèn Chu Phìn, Thông Nguyên, Tiên Nguyên, Tụ Nhân, Tùng Sán, Xuân Minh.
Ngày 1 tháng 12 năm 2003, Chính phủ ban hành Nghị định 146/2003/NĐ-CP về việc điều chỉnh toàn bộ các xã Tiên Nguyên và Xuân Minh để thành lập huyện Quang Bình.
Sau khi điều chỉnh địa giới hành chính thành lập huyện Quang Bình, huyện Hoàng Su Phì còn lại 62.942 ha diện tích tự nhiên và 53.447 nhân khẩu, có 25 đơn vị hành chính trực thuộc, bao gồm 24 xã: Đản Ván, Bản Luốc, Bản Máy, Bản Nhùng, Bản Péo, Bản Phùng, Chiến Phố, Hồ Thầu, Nàng Đôn, Nam Sơn, Nậm Dịch, Nậm Khoà, Nạm Ty, Ngàm Đăng Vài, Pố Lồ, Pờ Ly Ngài, Sán Sả Hồ, Tân Tiến, Tả Sử Choóng, Thông Nguyên, Thàng Tín, Thèn Chu Phìn, Tụ Nhân, Túng Sán và thị trấn Vinh Quang.
Ngày 1 tháng 1 năm 2020, xã Bản Péo được sáp nhập vào xã Nậm Dịch.
Huyện Hoàng Su Phì có 1 thị trấn và 23 xã như hiện nay.

## Hành chính
Huyện Hoàng Su Phì có 24 đơn vị hành chính cấp xã trực thuộc, bao gồm thị trấn Vinh Quang (huyện lỵ) và 23 xã: Bản Luốc, Bản Máy, Bản Nhùng, Bản Phùng, Chiến Phố, Đản Ván, Hồ Thầu, Nam Sơn, Nàng Đôn, Nậm Dịch, Nậm Khòa, Nậm Ty, Ngàm Đăng Vài, Pố Lồ, Pờ Ly Ngài, Sán Xả Hồ, Tả Sử Choóng, Tân Tiến, Thàng Tín, Thèn Chu Phìn, Thông Nguyên, Tụ Nhân, Túng Sán.

## Kinh tế - xã hội
Một phần ba dân số của huyện sống trên vùng cao nên cuộc sống rất khó khăn. Định hướng của huyện là phát triển trồng chè shan tuyết và thảo quả để cải thiện đời sống của nhân dân.
Hoàng Su Phì có 12 dân tộc sinh sống, trong đó đông nhất là dân tộc Nùng chiếm hơn 38%, tiếp đó là dân tộc Dao 22%, H’Mông 13%, còn lại là các dân tộc khác. Hoàng Su Phì là địa bàn sinh sống chính của dân tộc La Chí.
Đến năm 2012, huyện Hoàng Su Phì có 199 thôn, tổ dân phố.

## Văn hóa
Hoàng Su Phì là nơi tập trung nhiều lễ hội của các dân tộc như:
- Lễ hội Khu Cù Tê của dân tộc La Chí
- Cấp sắc
- Nhảy lửa
- Cầu mùa của dân tộc Dao đỏ
- Lồng Tồng của dân tộc Tày
- Cúng rừng của dân tộc Nùng

## Du lịch
Hoàng Su Phì nổi tiếng với các di sản ruộng bậc thang của các dân tộc Dao, La Chí, Phù Lá, Tày, Nùng, H'Mông, Pu Péo,... tập trung tại các xã Bản Phùng, Bản Luốc, Bản Nhùng, Nậm Khòa,...

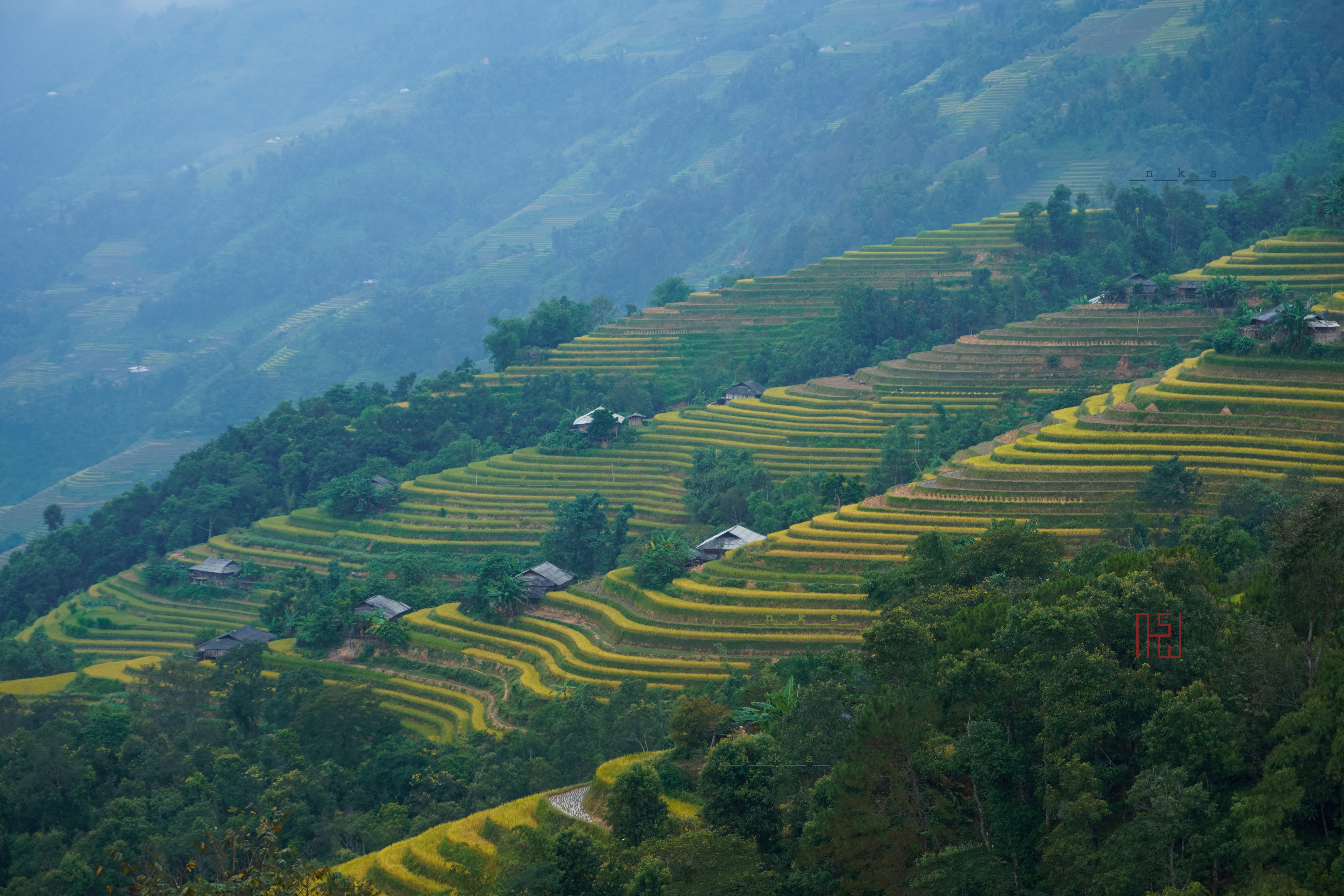
Ruộng bậc thang Bản Phùng

Ngoài ra trên địa bàn huyện còn có đỉnh Chiêu Lầu Thi cao 2402 m là một địa điểm trekking nổi tiếng.